# Brocchinia cataractarum
Espèce
Classification phylogénétique
Brocchinia cataractarum est une espèce de plantes à fleurs de la famille des Bromeliaceae, endémique du Guyana.

## Synonymes
- Navia cataractarum Sandwith[1].

## Distribution
L'espèce est endémique du Guyana.

## Description
L'espèce est hémicryptophyte.